# Диззи Раскал
Ди́лан Квабе́на Миллз (англ. Dylan Kwabena Mills; родился 18 сентября 1984 года в Лондоне) — британский музыкант, рэпер, грайм-исполнитель, музыкальный продюсер c нигерийскими и ганскими корнями. Больше известен под сценическим псевдонимом Ди́ззи Ра́скал (англ. Dizzee Rascal).
Диззи Раскал выпустил свой дебютный альбом  Boy in da Corner  в 2003 году. За этот альбом исполнитель получил премию Mercury Prize 2003 года, и с тех пор альбом считается классикой грайма. Последующие альбомы Showtime, Maths + English и Tongue n' Cheek были похвалены и сертифицированы платиной,Tongue n' Cheek стал платиновым, превысив 300 000 проданных единиц в Соединенном Королевстве Великобритании.
В августе 2021 артисту предъявили обвинения в нападении на женщину. Раскал должен предстоять перед судом в ноябре этого же года.

## Дискография
Студийные альбомы
- «Boy in da Corner» (2003)
- «Showtime» (2005)
- «Maths + English» (2007)
- «Tongue n' Cheek» (2009)
- «The Fifth» (2013)
- «Raskit» (2017)

Микстейпы
- «Dirtee TV» (2012)
- «Dirtee TV, Vol. 2» (2013)

## Награды
- Mercury Prize 2003, Newcomer
- NME Award 2004, Innovation
- Urban Music Awards 2009, Best Male
- Brit Awards 2010, Best British Male